# Brasseuse
Brasseuse település Franciaországban, Oise megyében. Lakosainak száma 114 fő (2022. január 1.). Brasseuse Villeneuve-sur-Verberie, Barbery, Raray, Rully és Villers-Saint-Frambourg-Ognon községekkel határos.

## Népesség
A település népességének változása:
| Lakosok száma | 83   | 98   | 105  | 107  | 108  | 112  | 113  | 113  | 114  |
|               | 2013 | 2015 | 2016 | 2017 | 2018 | 2019 | 2020 | 2021 | 2022 |